# Clavicollis longicornis
Clavicollis longicornis es una especie de coleóptero de la familia Anthicidae.

## Distribución geográfica
Habita en la India.